# دربست آزادی
دربست آزادی فیلمی به کارگردانی مهرشاد کارخانی و به تهیه‌کنندگی سید محمد قاضی محصول سال ۱۳۹۳ است.

## داستان فیلم
دو جوان یک روز تصمیم می‌گیرند برای گرفتن طلبشان در شهر راهی شوند…

## بازیگران
- امید علومی
- مانی حیدری
- سحر قریشی
- شهره قمر
- حسام شجاعی
- لادن پروین
- رضا ناجی
- کرامت رودساز
- سروش صحت
- ذبیح افشار